# Hypnogyra angularis
Hypnogyra angularis är en skalbaggsart som först beskrevs av Ludwig Ganglbauer 1895.  Hypnogyra angularis ingår i släktet Hypnogyra, och familjen kortvingar. Enligt den svenska rödlistan är arten sårbar i Sverige. Arten förekommer i Götaland och Svealand. Artens livsmiljö är skogslandskap, jordbrukslandskap, stadsmiljö.